# Roller skating de Gujan-Mestras
Actualités
Le Roller skating de Gujan-Mestras R.H., ou RSGM Rink-Hockey est un des trois clubs de sports sur patins à roulettes (course et artistique) de Gujan-Mestras, en France.

## Historique du club
Le président du club est Jean-François Elissalde alors que le club organise les demi-finales jeune de 2019.
L'équipe première évolue en 2019-2020 en Nationale 3 du championnat français, cela n'empeche pas le club de posséder une formation permettant d'envoyer deux joueurs en équipe de France des moins de 17 ans en 2021,.
L'équipe retrouve la seconde division nationale en 2023.

## Palmarès

### Senior
- Champion de France N1 : 1965, 1967, 1969, 1973, 1981, 1988, 1990
- Champion de France N2 : 2006
- Champion d’Aquitaine (ex Guyenne) N3 : 1992, 2008, 2010, 2011

### Coupes d'Europe
- Première participation en 1965
- Participation à plus de quinze rencontres Européennes
- Demi-finaliste de la coupe d’Europe des Clubs Champions en 1970

## Joueurs du club

### Anciens Joueurs
En 1977, l'équipe participe à la première coupe d'Europe des vainqueurs de Coupes. Elle est composée de Lafont Claude, Mora Bernard, Castaing Yannick, Canel Patrick, Chargureau Francis, Decis Roger et Deycard. 